# Santiago Camotlán (kommun)
Santiago Camotlán är en kommun i Mexiko.   Den ligger i delstaten Oaxaca, i den sydöstra delen av landet, 400 km sydost om huvudstaden Mexico City.
Följande samhällen finns i Santiago Camotlán:
- San Francisco Yovego
- Santiago Camotlán
- Asunción Lachixila
- La Chachalaca
- Arroyo Macho
- Cristo Rey la Selva